# بیلینگز (ویرجینیای غربی)
بیلینگز (به انگلیسی: Billings) یک منطقهٔ مسکونی در ایالات متحده آمریکا است که در شهرستان روان، ویرجینیای غربی واقع شده‌است. بیلینگز ۲۱۶٫۱۱ متر بالاتر از سطح دریا واقع شده‌است.